# Age of Empires: The Rise of Rome
Age of Empires: The Rise of Rome (vaak afgekort als RoR) is een uitbreidingspakket voor het real-time strategy computerspel Age of Empires. Het werd ontwikkeld door Ensemble Studios en verscheen op 31 oktober 1998, uitgegeven door Microsoft Game Studios. Het spel is gebaseerd op de opkomst van het Romeinse Rijk en het voegt de Romeinen en drie andere beschavingen, Carthago, de Macedoniërs en Palmyra, aan het spel toe.

## Toevoegingen en veranderingen
In deze uitbreiding zijn enkele elementen aan het spel toegevoegd: de Romeinse architectuur waar elk van de vier nieuwe beschavingen gebruik van maakt, vier nieuwe technologieën (verkrijgbaar door onderzoek) en vijf nieuwe militaire eenheden. De helft van de nieuwe technologieën bevat bonussen voor de speler die de technologie verkregen heeft.
Daarnaast zijn grotere maps toegevoegd en de interface is verbeterd en uitgebreid met de mogelijkheid opdracht te geven om enkele eenheden in serie te trainen. De speler kan nu de knop "." gebruiken om de villagers op te sporen die op dat moment niets doen. Verder is de populatielimiet verhoogd en de schade die katapulten toebrengen is meer gebalanceerd.

### Beschavingen
Elk van de vier nieuwe beschavingen heeft bepaalde bonussen:
- Carthagers - bonussen in zee-eenheden en gevechtsolifanten (War Elephants) – transportschepen zijn sneller, de nieuwe "fire galley" heeft meer aanvalskracht en de olifanten hebben meer hit points.
- Macedoniërs - bonussen in weerstand tegen bekering door vijandelijke priesters (zelf hebben ze geen priesters) en de in de academy getrainde eenheden hebben meer bescherming tegen pijlen.
- Palmyriërs - bonussen op economisch terrein – de villagers verzamelen sneller grondstoffen, er zit geen heffing op het betalen van schatting en handelsschepen leveren meer goud op. Ook hebben ze snellere kamelen.
- Romeinen - de Romeinse infanterie vecht sneller; de meeste gebouwen zijn goedkoper.

### Wereldwonder
Het wereldwonder met de Romeinse architectuur is het amfitheater, waarschijnlijk gebaseerd op Colosseum in Rome.

### Eenheden
- Armored Elephant - een verbetering (upgrade) van de War Elephant.
- Camel Rider - een nieuwe eenheid die extra effectief is tegen alle eenheden te paard en op strijdwagens.
- Scythed Chariot - een verbetering van de War Chariot die nabije eenheden schade toebrengt.
- Fire Galley - een nieuw schip dat schade toebrengt door middel van vuur.
- Slinger - een nieuwe infanterie-eenheid met een aanvalsbonus tegen boogschutters.

### Technologieën
- Logistics - alle eenheden die in de barakken zijn getraind tellen voor de helft mee voor de bevolkingslimiet.
- Martyrdom - offer priesters op om direct eenheden te bekeren.
- Medicine - verbeter de snelheid waarmee priesters eenheden genezen.
- Tower Shield - verminder de schade toegedaan door pijlen e.d.